# 鄒族神靈信仰
阿里山鄒族的神話傳說中，擁有較完整的神靈體系的雛形，因此延伸出本身獨有的宇宙創造、神靈階級和制度。鄒族人相信宇宙間有許多神靈，他們擁有掌控世間一切的能力。

## 神話傳說

### 創世神話
妮芙努又創造了各種神（庶神），再由各種神去創造各種事物。
妮芙努見大地毫無生機，於是降臨並跨足於群山之上，為人類界定居住的領域（Teela yoni ta yatatiskova），用腳踩踏，使西部成為平原（Poneo），而東方為崇山峻嶺的地形。，之後又種植出第一個人類（最初的人），但這個人類沒有身體形態、沒有器官，沒有生命呼吸，也沒有腦袋（思想），因此便將它化為萬物以及日、月、風、雨、雷……等自然神（另一說此人類為女性、又或者說是女神，由岩石當中誕生，並曾向天神哈莫祈禱糧食的出現）:557:18。

### 洪水神話
鄒族、布農族、邵族等都有流傳情節類似南島語族共有的大洪水神話。
大鰻督悠匝（Tungeoza）橫著身堵住了溪流，使大地成海、山大多已淹沒於水中。散居各處的人們便再次避難於巴頓郭努山（Patungkuonu ，即玉山），多數的動物亦同樣齊聚山頂。那時尚未有穀物，因而食鳥獸之肉，以求存活。
人們剛到巴頓郭努山的時候，火種滅了，便派哥有于細鳥（ Kiuyisi）去尋找火種，雖然找回火種，但飛行速度太慢導致火燒到牠的喙尖，於是忍不住痛而丟棄。人又請烏乎古鳥（Uhngu，是一種麻雀）去取火，牠飛得很快便成功的把火找回來，人才有火可用。後來人感激牠的功勞，允許牠在田中啄食榖粒，而取火失敗的「哥有于細鳥」只能在田邊覓食。
洪水期間，馬雅人於某時屠殺狗後，並將狗的頭插於竹竿前頭立於地上予以嬉戲，從而產生快感。隨後思及，若為猿猴之頭，又將如何？逐漸產生愈強的興趣。最後終殺了社內的頑童，將頭砍下置於竿頭，人們的興味更增一層，並以此草創瑪雅士比（Maeasvi，即戰祭）與祭歌。
後某日，有一隻螃蟹雍勾（Yongo）跑來索取一物，人們付出一位婦人的腿毛（另一說為陰毛）獲得雍勾的幫助，雍勾驅趕督悠匝（或讓督悠匝翻轉身體）使洪水退去，人類才得以都走下山尋找適合居住的地方。
下山後的人類在以箭立誓後紛紛離去，馬雅人朝北方（或東北方）前行，安姆人朝南、布杜人朝西，鄒族人留在原地。因此後世，鄒族人便認為日本人是馬雅人的後裔。
鄒族人在建立達邦社後回想砍殺人頭的快感，不由得便開始襲擊他社的人們予以馘首。
許久之後的某天，妮芙努降地並教導人們種植穀物技術及生活技能後便返回天上。為此鄒族人視粟女神巴耶苳烏（Bai tonu）為妮芙努的化身。

## 主要神祇

### 主神
在鄒族的神話敘述中，有兩位神祇其有創造的能力，祂們被學者稱為「主神」。居於上界（Yone pepe）:39。
- 妮芙努（Nivnu）：為宇宙天地萬物的創造者，是天上的女神。詞語意思為『乳房（Nu'n'u）』。祂曾創造人類，並與農耕及豐收有所關聯。雖具有極大威能，是一切萬物的創造者也是眾神之神，有趣的是卻沒有成為族人祭祀的對象[7]。
- 哈莫/哈冒/天神（Hamo）：為管理維護宇宙萬物並創造人類靈魂的神，只在敵首祭時降下凡間。詞語意思為『父親（Amo）』。其形象為人形，眼大、衣著熊皮、全身發光。所住天界遍生鄒族人視為聖草的木槲蘭，隨行的靈獸為熊。[8]

兩位神祇的傳說在不同大社之間存有差異。學者浦忠成提出論點，認為「鄒族並沒有純粹創造天地的神話，只有調整天地的故事，可視為是天地的第二次創造」。
- 娑耶娑哈（Soesoha）：是宇宙天地萬物的破壞者，時常與妮芙努（Nivnu）作對，並在神話中多以愚笨、邪惡的形象出現[9]。並因為其事跡的關係，因此與死亡和惡作劇有所關聯，但卻因沒有創造能力，故而未被列入主神當中[7]。

### 主神之下諸神
兩位主神之下還有其他的神祇，各有不同的職能。居於下界（Emxeona）的塔山（Yoni no hicu）以及各處:39。

#### 上神
祂們接受主神的命令，在神界與人界之間來往，可以掌控人的生死。
- 司命神-波送弗依（Posonfihi/Posonghifi）：性別不詳，各大社有一位。這位神明在嬰兒出生時，會在嬰兒的頭上注水，來決定人一生的命運；通常在敵首祭時隨扈天神降下，並為天神搭架神梯。
- 戰神/軍神-亞伐霏歐（Iafafeoi/yi'afafeoi）：男神，各大社有一位。平常居住在「庫巴」（聖所）的敵首籠，鎮壓敵首，祂可以往來天上人間傳達訊息。詞語意思為『窺探、埋伏（I'fafeoi）』。出征時，軍神率領全軍，勝敗都取決於祂，如果沒有此神隨行，射箭就不能命中敵人胸膛。祂是聖所和軍隊的守護神，也是戰祭中所祭祀的對象。

#### 中神
- 土地神-阿給·瑪梅有伊（Akee Mameio/ Ak'e mameoi/Ake-mamejoi）：為管理土地的神明，各地均有不同土地神掌理。詞語意思為『祖父（Akee/Ak'i）』與『老人、長老（Mameoi）』。接受主神和上神的命令，祂們守護著土地，所有生長該地的人都要受祂的保護、養育，防止惡靈、疾病的侵入，同時有保食和保境的責任。昔日各氏族都有固定獵場、農地，如果有強佔者，土地神便使其罹病或讓所得土地崩坍。

#### 下神（庶神）
祂們接受土地神的命令，具有「保食」和「保境」的職能。保食神供給人粮食，保境神保護人不受侵犯。
研究鄒族神話的學者一致認為，妮芙努、天神、司命神、戰神和諸惡神都是自生而成，但是庶神是被主神創造出生。

##### 保食神
- 粟女神-巴耶苳烏（Ba'e ton'u/Bai tonu）：保食神之一，守護小米的神，鄒族的小米由粟神賦予。詞語意思為『祖母（Ba'i）』與『小米（Ton'u）』。平常居住在聖栗倉（栗祭屋），也是小米祭所祭祀的對象。
- 稻女神-巴耶拜（Bae Pai），保食神之一：職能與巴耶苳烏相像。守護稻米的神。
- 獵神-伊諸諾耶莫耶基基耶英（Hitos no emoekikieingi）：保食神之一，能招致各種獸類及守護獵物的神明。詞語意思為『追逐（Moekieing）』與『神（Hitsu）』。平時住在保存取火用的燧器袋中，各個氏族的獸骨架中都有此神。

##### 保境神
- 社神/守護門神-巴莫姆杜（Hicu no pa’momʉtʉ/Pamomutu）：保境神之一，守護大社入口的神。詞語意思為『阻止、防衛（Nomutu）』。在鄒族的聚落的入口處通常都會有部落門神，居住於社口靈樹（茄苳樹或赤榕），為部落阻止惡疾、防止惡靈入侵，而來襲的敵人也會被懲罰而敗死。族人行經此處，常以酒、肉、糕祭獻。
- 家神-伊諸諾耶莫（Hitsu no emoo/Katsolenhoba/Piepia no Aemana/Piepia no emoo）：保境神之一，守護家裡的神。詞語意思為『家（Emoo）』。並可免受疾病和水災的侵害。
- 河神-阿給茲歐耶哈 （Ake'c'oeha/Ak ets oeha）：保境神之一，守護溪流的神。詞語意思為『祖父（Ak'i）』與『河（Ts'oeha）』。若祭祀此神，魚類就會大量繁殖。

### 惡神
鄒族的神話中，還有惡神的存在。祂們是單獨存在的神，彼此之間沒有統屬關係，與善神形成二元對立。惡神的存在，不同學者之間有不同的說法。
1、浦忠成提出兩種：瘟神、冥間神靈；
2、王嵩山提出三種：瘟疫之靈、天花或火之靈、惡靈；
3、田哲益提出四種：天花神（痘神）、溺死鬼、煞神、瘟神；
4、衛惠林提出四種：瘟神（黑暗幽鬼）、火神（西方漢族入侵之神）、凶煞、水靈。
- 伊諸諾口阿霍霍（Hicu no koah'oh'o/Hitsu no kuahoho）：痘神/天花神/惡疾之神，他來自平地人的村落，會為部落帶來天花。詞語意思為『天花、瘍（H'oh'o）』。
- 瘟神-亞塔波耶茲波耶茲（Jataboetsu boetsu）：黑暗幽鬼，使人得瘟疫
- 達利烏利烏（Taliuliu）：又稱凶煞，來自西海岸的惡神，遇到他的話，將會面臨死亡。
- 冥間神靈（Hitsu no voetsuvtsu）：位於冥間的諸神。詞語意思為『黑暗（Voetsuvtsu）』。

### 其他的神和靈

#### 神祗
- 雷雨之神-阿給努匝（Ak'e ngutsa/Ak'e ngʉca/Ak'enguca）：司理雷霆的降臨、降雨的撒落，彩虹為此神的頭飾，癩蛤蟆為其寵物。
- 月之神-菲歐胡（Feohu）：遭到巫師射傷[10]:。
- 太陽女神-希蕾（Hie）
- 好運神-伊諸諾波佩佩（Hitsu no pepe/Bapali）：讓人遇見好事[11]:304
- 風神-伊諸諾波耶佩（Hitsu no poepe） ：司理暴風的吹動。
- 塔山女神-當扎海耶（Tantsahae）：聖山塔山傳說有位女神在塔山上掃地導致山崩，常讓山下的鄒族人感到困擾。族人遂雕刻一座比人還巨大的木雕陽具，女神感到害羞躲藏起來，山下自此免於土石的劫難[12]。
- 撼地之牛-哇茲姆（Ua tshumu）：一種棲息於地底下的牛，牠的身體在搖動時大地則會出現震動，臺灣漢人則稱之為『地牛』。
- 助產神-韋西（vaisi）：助婦人生產與區別性別。
- 達娜依谷的守護神（Hich no tanayiku），能化身為白鹿與巨鷹，可能與鹿王，或邵族的白鹿有所關聯[13][14]

#### 自然靈
- 水靈/溪中惡靈/溺死鬼-陰辜諸（Egofutsu/Engohcu）：他是會讓人遭遇溺死的惡靈。
- 樹靈（Hitsu no evi）：
- 岩靈（Hitsu no vatu）：

### 神祕生物

#### 巨人
- 貝勒孤（Belku）：傳說中從人變成的巨人，性格兇殘，最後孤獨慘死。

#### 矮人
- 蔑夫諸（Meefucu、Mefucu）：傳說中的其中一種矮人，會搶奪鄒族的小孩、食物或女性。
- 沙由諸（Sayuc'u）、姆姆諸（Mumucu）：傳說中的矮人族，因為跟鄒族交戰而失去蹤影。

#### 地底人
- 亞涅姆耶歐納（Yane mx'eona）：生活在地底的地底人族，鄒族人在大洪水期間從他們那裡取得了作物的穀粒。

#### 食人鬼
- 嘎尤卜尤阿納（Kayubuyuana）：傳說中的食人族，不僅會吃別族的小孩，連自己家族的孩子也會吃，但是絕不會吃因為戰爭而死掉的人的屍體。

### 未確認
- Hitsu no mologu：
- 糞之靈（Hitsunotei/Hicu no t'e）：徘徊於聚落之內，雖以糞為主食，也時常偷人的食物。
- Hitsu no totomu：喜歡和喝醉酒的人開玩笑[11]:304
- 馬姆馬麼奏（Ma'mumamco）：專吃人眼睛的怪物[7]:26。
- 皮皮亞（Piepia）：游離靈
- 達烏那幽（Taungayx）：經屠殺蛇類以致蛇類差點滅亡的神祇[7]:24。
- 鹿王：外表跟一般的鹿差不多，但身形可以變得相當巨大，還有變成人或巨人、甚至詛咒他人的能力。